# 座間市立東中学校
座間市立東中学校（ざましりつひがしちゅうがっこう）は、神奈川県座間市ひばりが丘五丁目にある公立中学校。

## 概要
座間市の中学校の中で三番目に長い歴史があり、2021年に創立50周年を迎えた。座間市立ひばりが丘小学校、座間市立旭小学校、座間市立東原小学校の卒業生が進学する。神奈川県ではあまりない中間テストがある。

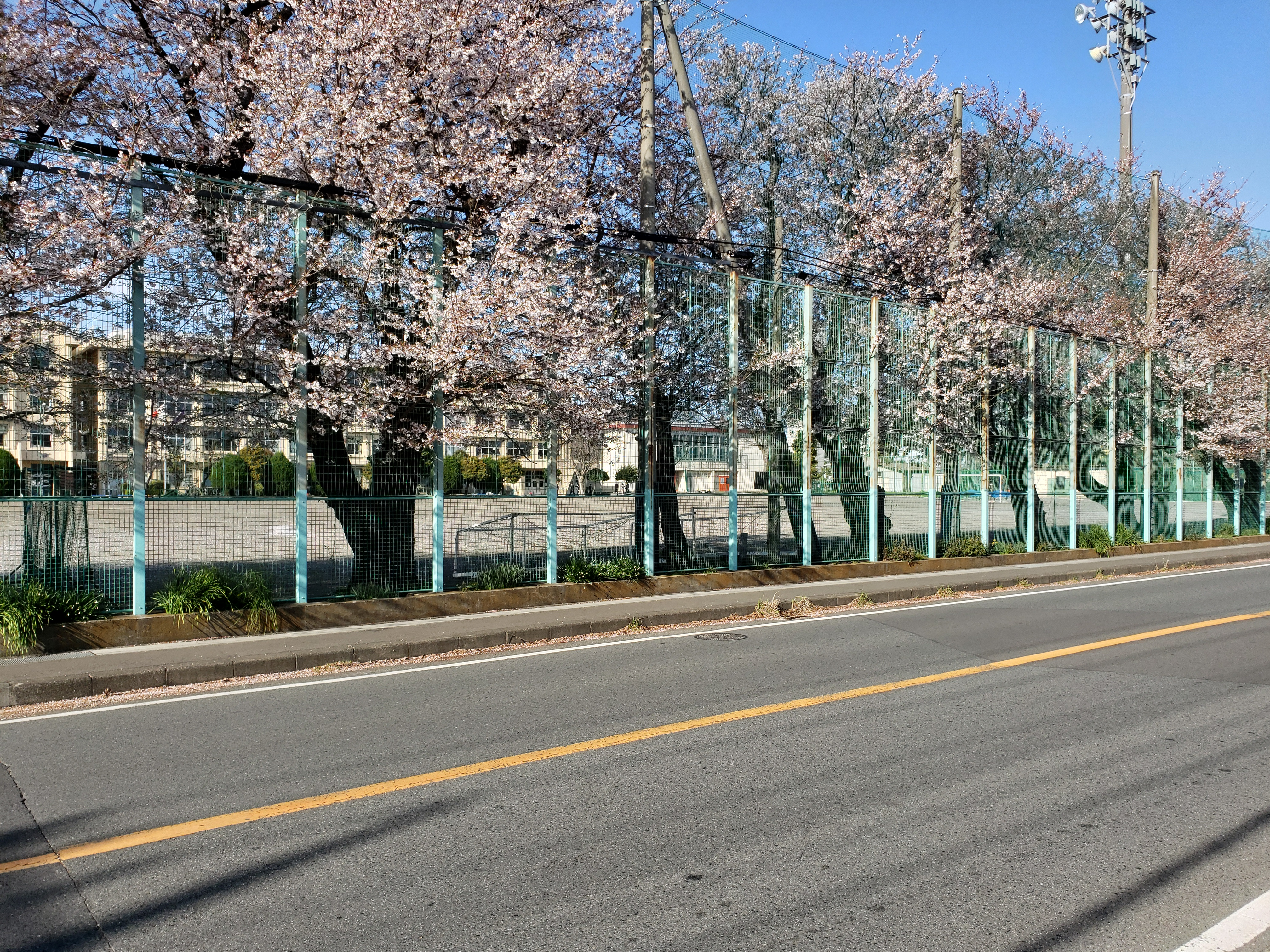
座間市立東中学校の桜

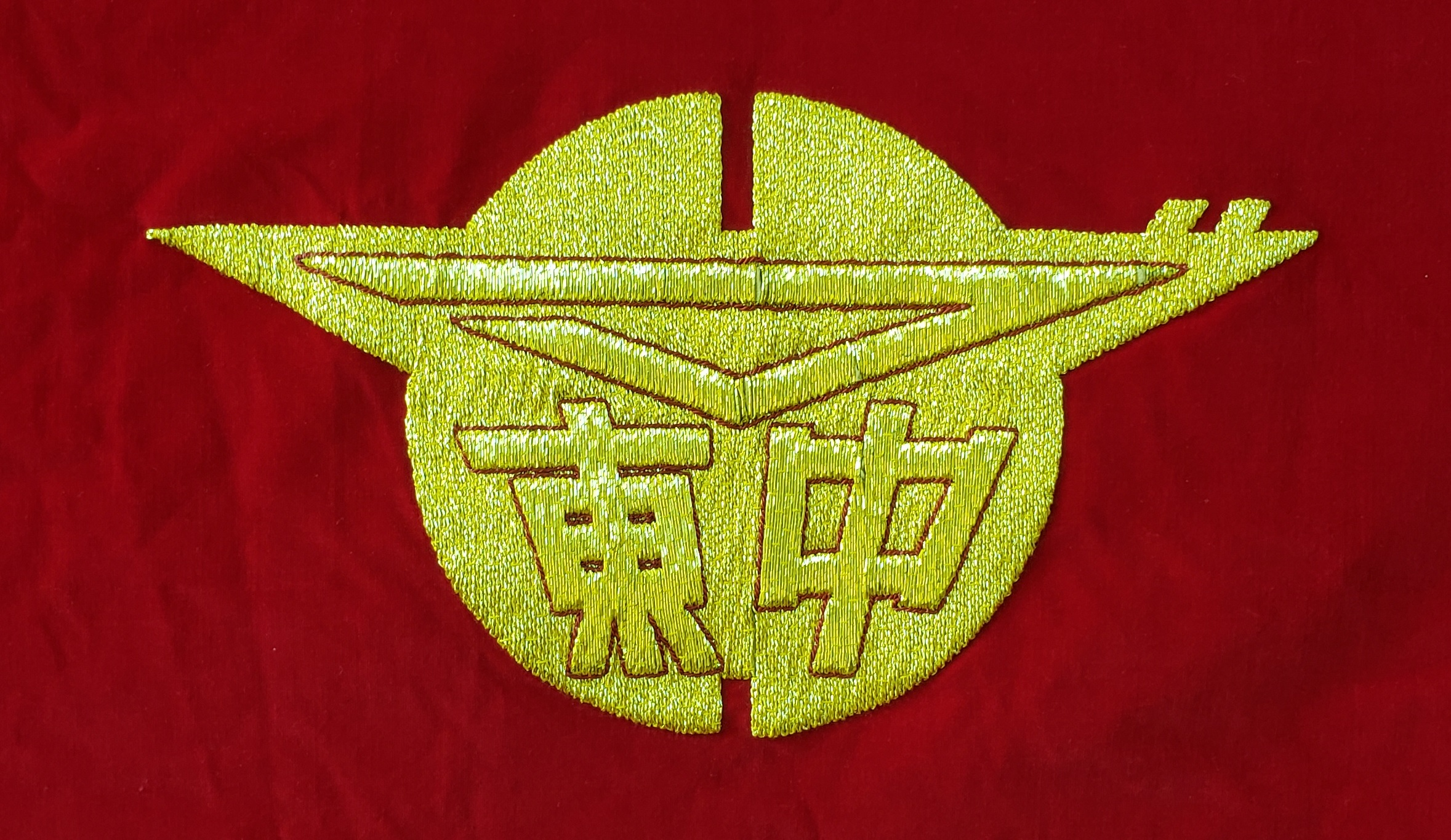
座間市立東中学校校章

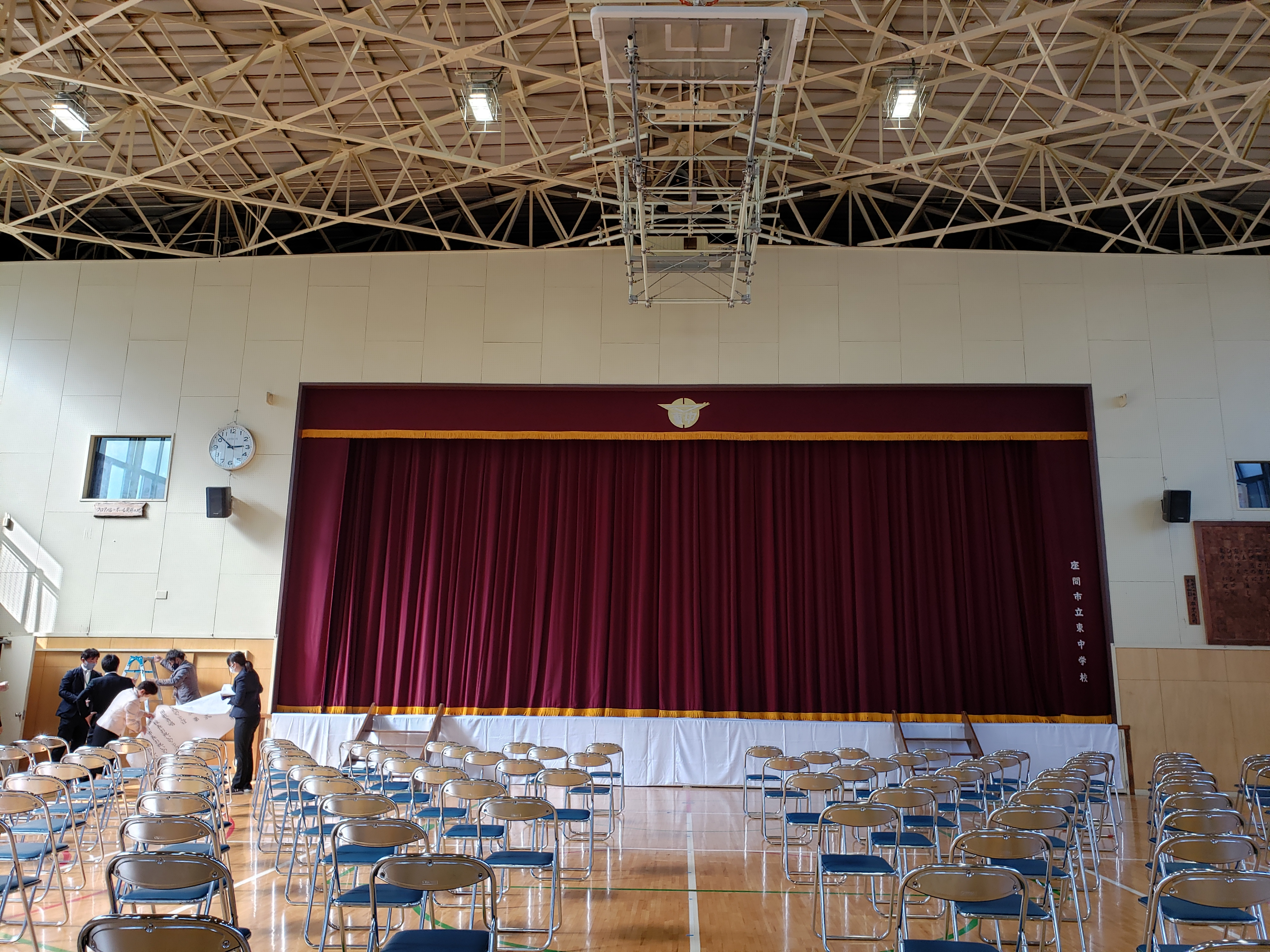
座間市立東中学校体育館

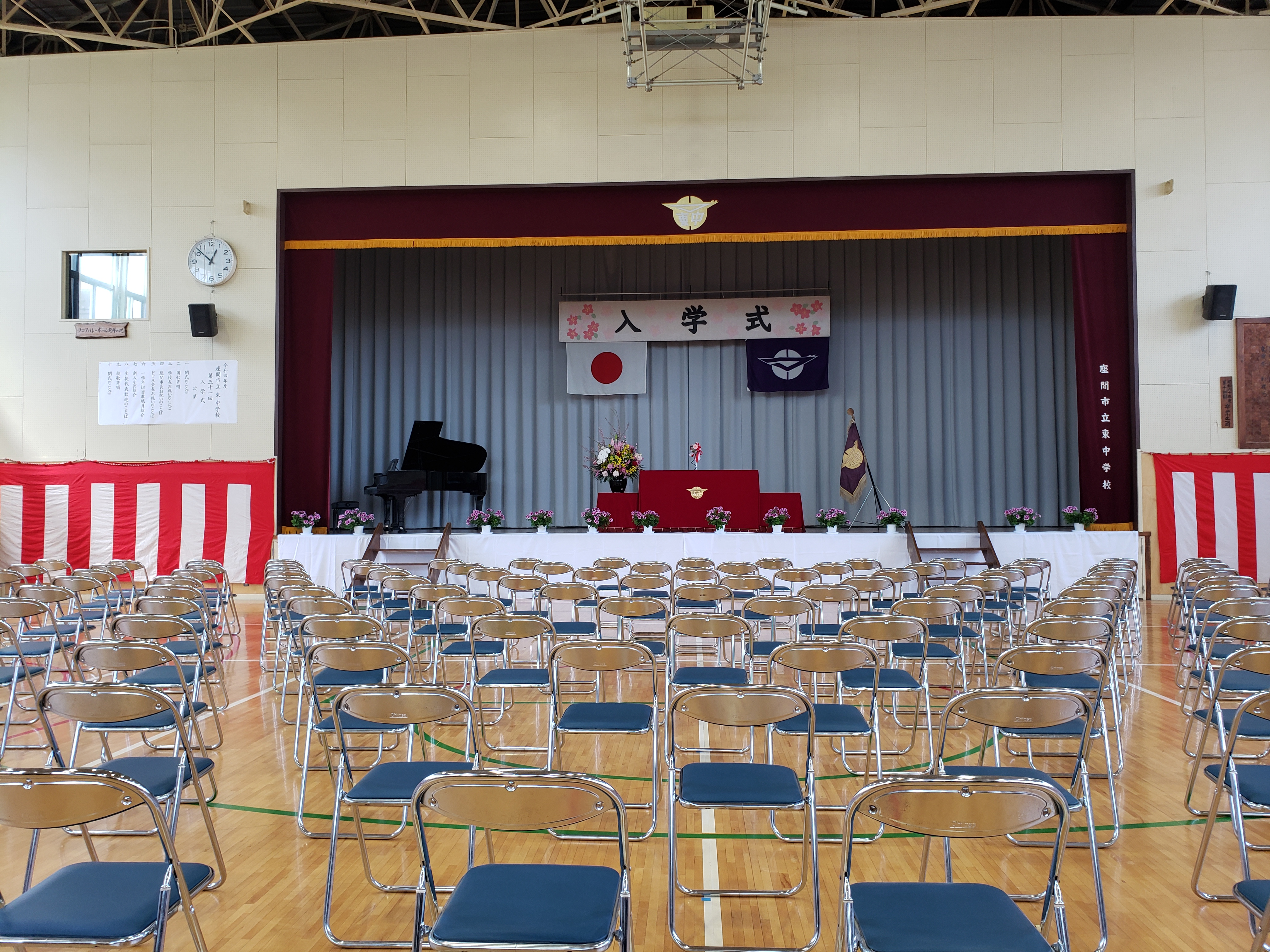
座間市立東中学校入学式

## 通学区域
- 座間市
  - ひばりが丘1丁目
  - ひばりが丘2丁目
  - ひばりが丘3丁目
  - ひばりが丘4丁目
  - ひばりが丘5丁目
  - 東原1丁目
  - 東原2丁目
  - 小松原2丁目
  - 栗原一部

## 進学前小学校
- 座間市
  - 座間市立ひばりが丘小学校
  - 座間市立東原小学校（一部は座間市立南中学校へ）
  - 座間市立旭小学校

## 校歌
- 「燃える希望」 - 作詞 鈴木英夫、作詞 曽我晃也

## 沿革
- 座間町の人口が急激に増えたため、高座郡座間町立座間第二小学校(現在の座間市立栗原小学校）学区を分離して、集団養鶏場跡地に

　第４代座間町長、初代座間市長鹿野文三郎氏が座間町議会の本多愛男議員、星野勝司議員など議会の承認を得て着工した。
- 1972年4月1日 - 初代校長、職員着任
- 1972年4月5日 - 開校式
- 1973年2月1日 - 校旗、校歌発表式挙行。開校記念日と定める。
- 1979年4月2日 - 座間市立相模中学校創立に伴い学区変更（小松原一丁目通学区を相模中学校へ学区変更。）。
- 1986年4月1日 - 座間市立南中学校創立に伴い学区変更、特殊学級開設
- 2009年11月27日 - 神奈川県健康推進学校の部門で最優秀中学校として表彰を受ける
- 2014年5月1日 - 国際級開設
- 2016年9月 - 座間市中学校給食（選択式）開始
- 2021年10月30日 - 創立50周年記念式典

## 部活動
- 野球部　　（軟式）
- サッカー部
- 陸上部
- ソフトボール部（女子のみ）
- 女子バレーボール部
- 卓球部
- バスケットボール部 (男子・女子）
- テニス部　（ソフトテニス）
- 吹奏楽部
- 美術部
- 剣道部
- パソコン部
- 家庭科部　　（手芸・被服製作・調理実習・作品制作）
- 東級クラブ　（作品作り・調理実習・学習）

## 行事
- 入学式（4月）
- 修学旅行（5月あるいは6月、3年生のみ）
- 予算総会（6月）
- 生徒総会（6・12・3月）
- 体育祭（10月）
- 文化祭、合唱コンクール（9月）
- 学校保健委員会（10月）
- 生徒会選挙（12月）
- 球技大会（3月）
- 卒業式　離退任式（3月）

## 常任委員・生徒会・その他の委員会
常任委員という委員会があり、生徒会などの委員会が存在する。
- 生徒会
- 福祉広報常任委員会
- 整備美化常任委員会
- 学習図書常任委員会
- 保健体育常任委員会
- 生活常任委員会
- 体育祭実行委員会
- 選挙管理委員会
- 予算編成委員会

## 制服
- 2023年より座間市共通のブレザー型の制服となっている。

## 出身

### 卒業生
- 名取裕子(女優）[2]
- 松嶋菜々子（女優）一時在籍していた。